# Erich Zeitler
Erich-Hans Zeitler (* 20. Februar 1921 in Roding; † 13. Februar 2004 in Nürnberg), meist Erich Zeitler genannt, war ein deutscher Jurist, Geschäftsführer, Kommunalpolitiker in Bayern und Landtagsabgeordneter der SPD.

## Leben
Erich-Hans Zeitler, geboren in der Oberpfalz, war ein Sohn von Katharina Zeitler, geborene Federhofer, und des Justizinspektors Josef Zeitler. Nach dem Schulbesuch in Amberg leistet er von 1940 bis 1942 seinen Wehrdienst und wurde bei einem Kriegseinsatz in Russland (vor Moskau) 1941 schwer verwundet. Danach studierte Erich Zeitler Rechtswissenschaften an den Universitäten Erlangen und München. Die Juristischen Staatsprüfungen absolvierte er 1948 und 1951. 1951 ließ er sich als Rechtsanwalt in Ismaning in Oberbayern nieder.
Im Jahr 1952 trat Zeitler in die SPD ein und kandidierte im gleichen Jahr erfolgreich als ehrenamtlicher Bürgermeister der Gemeinde Ismaning. Von 1954 bis 1962 war er Abgeordneter des Bezirkstags Oberbayern, 1956 Mitglied des Kreistages München-Land. Bei der Landtagswahl 1962 wurde er für den Stimmkreis München-Land erstmals in den Bayerischen Landtag gewählt, als persönlicher Wahlkampfleiter Zeitlers fungierte dabei der spätere Münchner Oberbürgermeister Georg Kronawitter. Dem Landtag gehörte Zeitler vier Wahlperioden lang an und kandidierte 1978 nicht erneut, weil eine Verbindung zwischen dem nun hauptamtlichen Bürgermeisteramt und dem Landtagsmandat nicht zulässig war. Zeitler blieb bis zur Kommunalwahl 1990 (Erster) Bürgermeister von Ismaning, eine weitere Kandidatur war dann aus Altersgründen rechtlich nicht mehr möglich. Ihm wurde teils zugesprochen, bei seinem Ausscheiden aus dem Amt mit 38 Jahren Dienstzeit, der dienstälteste Bürgermeister Bayerns gewesen zu sein, bereits damals wies aber Rupert Schärfl eine höhere Dienstzeit auf. Zeitler wirkte zudem als (ehrenamtlicher) Geschäftsführer der Baugesellschaft München-Land (BML) und gehörte dem Aufsichtsrat der Volksbank Ismaning an.
Erich-Hans Zeitler war katholisch, ab 1948 mit Hedi Zeitler, geborene Eisenreich, verheiratet und hatte vier Kinder (Jutta, Inge, Michael und Erich Zeitler). Im Februar 2004 starb Zeitler in einem Nürnberger Krankenhaus an Verletzungen, die er als Beifahrer bei einem Autounfall erlitten hatte.

## Ehrungen
Zeitler ist Ehrenbürger der Gemeinde Ismaning, außerdem wurde eine Straße im Ortszentrum nach ihm benannt. Er war ab 1971 Träger des Bayerischen Verdienstordens und ab 1978 des Großen Verdienstkreuzes der Bundesrepublik Deutschland.